# Svizzera ai XXIV Giochi olimpici invernali
La Svizzera ha partecipato ai XXIV Giochi olimpici invernali che si sono svolti a Pechino, Cina, dal 4 al 20 febbraio 2022. La delegazione era composta da 169 atleti, 95 uomini e 74 donne.

## Medaglie
| Riepilogo quotidiano | Riepilogo quotidiano | Riepilogo quotidiano | Riepilogo quotidiano | Riepilogo quotidiano | Riepilogo quotidiano |
| Giorno               | Data                 |                      |                      |                      | Totale               |
| -------------------- | -------------------- | -------------------- | -------------------- | -------------------- | -------------------- |
| 1º                   | 5                    | 0                    | 0                    | 0                    | 0                    |
| 2º                   | 6                    | 0                    | 0                    | 0                    | 0                    |
| 3º                   | 7                    | 1                    | 0                    | 1                    | 2                    |
| 4º                   | 8                    | 0                    | 0                    | 1                    | 1                    |
| 5º                   | 9                    | 0                    | 0                    | 1                    | 1                    |
| 6º                   | 10                   | 0                    | 0                    | 0                    | 0                    |
| 7º                   | 11                   | 1                    | 0                    | 2                    | 3                    |
| 8º                   | 12                   | 0                    | 0                    | 0                    | 0                    |
| 9º                   | 13                   | 1                    | 0                    | 0                    | 1                    |
| 10º                  | 14                   | 0                    | 0                    | 0                    | 0                    |
| 11º                  | 15                   | 2                    | 0                    | 0                    | 2                    |
| 12º                  | 16                   | 0                    | 0                    | 0                    | 0                    |
| 13º                  | 17                   | 1                    | 1                    | 1                    | 3                    |
| 14º                  | 18                   | 1                    | 1                    | 0                    | 2                    |
| 15º                  | 19                   | 0                    | 0                    | 0                    | 0                    |
| 16º                  | 20                   | 0                    | 0                    | 0                    | 0                    |
| Totale               | Totale               | 7                    | 2                    | 6                    | 15                   |

### Medagliere per disciplina
| Sport      | Oro | Argento | Bronzo | Totale |
| ---------- | --- | ------- | ------ | ------ |
| Sci alpino | 5   | 1       | 3      | 9      |
| Freestyle  | 2   | 1       | 2      | 5      |
| Snowboard  | 0   | 0       | 1      | 1      |
| Totale     | 7   | 2       | 6      | 15     |

### Medaglie d'oro
| Medaglia | Nome             | Sport      | Evento                   |
| -------- | ---------------- | ---------- | ------------------------ |
| Oro      | Beat Feuz        | Sci alpino | Discesa libera maschile  |
| Oro      | Lara Gut         | Sci alpino | Supergigante femminile   |
| Oro      | Marco Odermatt   | Sci alpino | Slalom gigante maschile  |
| Oro      | Corinne Suter    | Sci alpino | Discesa libera femminile |
| Oro      | Mathilde Gremaud | Freestyle  | Slopestyle femminile     |
| Oro      | Michelle Gisin   | Sci alpino | Combinata femminile      |
| Oro      | Ryan Regez       | Freestyle  | Ski cross maschile       |

### Medaglie d'argento
| Medaglia | Nome           | Sport      | Evento              |
| -------- | -------------- | ---------- | ------------------- |
| Argento  | Wendy Holdener | Sci alpino | Combinata femminile |
| Argento  | Alex Fiva      | Freestyle  | Ski cross maschile  |

### Medaglie di bronzo
| Medaglia | Nome             | Sport      | Evento                    |
| -------- | ---------------- | ---------- | ------------------------- |
| Bronzo   | Lara Gut         | Sci alpino | Slalom gigante femminile  |
| Bronzo   | Mathilde Gremaud | Freestyle  | Big air femminile         |
| Bronzo   | Wendy Holdener   | Sci alpino | Slalom speciale femminile |
| Bronzo   | Michelle Gisin   | Sci alpino | Supergigante femminile    |
| Bronzo   | Jan Scherrer     | Snowboard  | Halfpipe maschile         |
| Bronzo   | Fanny Smith      | Freestyle  | Ski cross femminile       |

## Delegazione
| Sport                   | Uomini | Donne | Totale |
| ----------------------- | ------ | ----- | ------ |
| Biathlon                | 4      | 4     | 8      |
| Bob                     | 8      | 4     | 12     |
| Curling                 | 6      | 6     | 12     |
| Freestyle               | 14     | 6     | 20     |
| Hockey su ghiaccio      | 28     | 24    | 52     |
| Pattinaggio di figura   | 1      | 1     | 2      |
| Pattinaggio di velocità | 1      | 1     | 2      |
| Salto con gli sci       | 4      | 0     | 4      |
| Sci alpino              | 11     | 11    | 22     |
| Sci di fondo            | 8      | 6     | 14     |
| Skeleton                | 1      | 0     | 1      |
| Slittino                | 0      | 1     | 1      |
| Snowboard               | 9      | 10    | 19     |
| Totale                  | 95     | 74    | 169    |

## Biathlon
Uomini
| Atleta                                                            | Evento               | Penalità    | Tempo     | Posizione |
| ----------------------------------------------------------------- | -------------------- | ----------- | --------- | --------- |
| Joscha Burkhalter                                                 | 20 km individuale    | 2 (0+2+0+0) | 52'12"4   | 22º       |
| Niklas Hartweg                                                    | 20 km individuale    | 4 (0+2+0+2) | 55'19"7   | 56º       |
| Sebastian Stalder                                                 | 20 km individuale    | 3 (0+1+1+1) | 55'12"6   | 53º       |
| Benjamin Weger                                                    | 20 km individuale    | 2 (0+0+1+1) | 52'06"9   | 19º       |
| Joscha Burkhalter                                                 | 10 km sprint         | 2 (1+1)     | 26'28"3   | 45º       |
| Niklas Hartweg                                                    | 10 km sprint         | 2 (1+1)     | 26'05"7   | 37º       |
| Sebastian Stalder                                                 | 10 km sprint         | 0 (0+0)     | 25'48"3   | 27º       |
| Benjamin Weger                                                    | 10 km sprint         | 1 (0+1)     | 26'39"6   | 53º       |
| Joscha Burkhalter                                                 | 12,5 km inseguimento | 9 (1+4+4+ ) | LAP       | LAP       |
| Niklas Hartweg                                                    | 12,5 km inseguimento | 5 (1+3+0+1) | 44'34"7   | 38º       |
| Sebastian Stalder                                                 | 12,5 km inseguimento | 4 (1+0+2+1) | 44'10"7   | 27º       |
| Benjamin Weger                                                    | 12,5 km inseguimento | DNS         | DNS       | DNS       |
| Sebastian Stalder Benjamin Weger Niklas Hartweg Joscha Burkhalter | Staffetta 4x7,5 km   | 9 (1+8)     | 1h24'12"3 | 12ª       |

Donne
| Atleta                                                 | Evento                    | Penalità    | Tempo   | Posizione |
| ------------------------------------------------------ | ------------------------- | ----------- | ------- | --------- |
| Amy Baserga                                            | 15 km individuale         | 5 (2+2+1+0) | 52'25"1 | 69ª       |
| Selina Gasparin                                        | 15 km individuale         | 7 (1+2+2+2) | 51'43"8 | 62ª       |
| Lena Häcki                                             | 15 km individuale         | 4 (0+2+1+1) | 48'03"3 | 24ª       |
| Amy Baserga                                            | 7,5 km sprint             | 2 (2+0)     | 23'24"2 | 54ª       |
| Lena Häcki                                             | 7,5 km sprint             | 2 (1+1)     | 22'30"3 | 23ª       |
| Amy Baserga                                            | 10 km inseguimento        | 3 (1+0+1+1) | 40'18"0 | 39ª       |
| Lena Häcki                                             | 10 km inseguimento        | 4 (2+0+1+1) | 38'27"5 | 24ª       |
| Lena Häcki                                             | 12,5 km partenza in linea | 9 (0+3+3+3) | 43'14"2 | 16ª       |
| Irene Cadurisch Lena Häcki Selina Gasparin Amy Baserga | Staffetta 4x6 km          | 3 (0+3)     | DNF     | DNF       |

Misto
| Atleta                                                  | Evento           | Penalità  | Tempo     | Posizione |
| ------------------------------------------------------- | ---------------- | --------- | --------- | --------- |
| Amy Baserga Lena Häcki Sebastian Stalder Benjamin Weger | Staffetta 4x6 km | 13 (2+11) | 1h09'06"0 | 8ª        |

## Bob
| Atleta                                                  | Evento                 | 1ª manche | 1ª manche | 2ª manche | 2ª manche | 3ª manche | 3ª manche | 4ª manche       | 4ª manche       | Totale  | Totale    |
| Atleta                                                  | Evento                 | Tempo     | Posizione | Tempo     | Posizione | Tempo     | Posizione | Tempo           | Posizione       | Tempo   | Posizione |
| ------------------------------------------------------- | ---------------------- | --------- | --------- | --------- | --------- | --------- | --------- | --------------- | --------------- | ------- | --------- |
| Simon Friedli Adrian Fassler Fabio Badraun Andreas Haas | Bob a quattro maschile | 59"71     | 23ª       | 1'00"01   | 23ª       | 59"57     | 20ª       | Non qualificati | Non qualificati | 2'59"29 | 24ª       |
| Michael Vogt Luca Rolli Cyril Bieri Sandro Michel       | Bob a quattro maschile | 59"23     | 13ª       | 59"22     | 7ª        | 59"18     | 12ª       | 59"44           | 9ª              | 3'57"07 | 11ª       |
| Melanie Hasler                                          | Monobob femminile      | 1'05"18   | 6ª        | 1'05"86   | 11ª       | 1'06"21   | 13ª       | 1'05"56         | 6ª              | 4'22"81 | 7ª        |
| Martina Fontanive Irina Strebel                         | Bob a due femminile    | 1'02"48   | 20ª       | 1'02"35   | 18ª       | 1'02"35   | 19ª       | 1'02"41         | 17ª             | 4'09"59 | 20ª       |
| Melanie Hasler Nadja Pasternack                         | Bob a due femminile    | 1'01"65   | 7ª        | 1'01"85   | 6ª        | 1'01"77   | 7ª        | 1'01"56         | 3ª              | 4'06"83 | 6ª        |

## Curling
| Squadra                                                                       | Torneo       | Girone               | Girone               | Girone               | Girone               | Girone               | Girone               | Girone               | Girone               | Girone               | Girone | Semifinali           | Finale / FB          | Pos. |
| Squadra                                                                       | Torneo       | Avversario Punteggio | Avversario Punteggio | Avversario Punteggio | Avversario Punteggio | Avversario Punteggio | Avversario Punteggio | Avversario Punteggio | Avversario Punteggio | Avversario Punteggio | Pos.   | Avversario Punteggio | Avversario Punteggio | Pos. |
| ----------------------------------------------------------------------------- | ------------ | -------------------- | -------------------- | -------------------- | -------------------- | -------------------- | -------------------- | -------------------- | -------------------- | -------------------- | ------ | -------------------- | -------------------- | ---- |
| Benoît Schwarz Sven Michel Peter de Cruz Valentin Tanner Pablo Lachat         | Maschile     | Norvegia P 4–7       | ROC V 6–3            | Canada V 5–3         | Danimarca V 8–6      | Italia P 4–8         | Gran Bretagna P 5–6  | Stati Uniti P 4–7    | Cina P 5–6           | Svezia V 10–8        | 7ª     | Non qualificati      | Non qualificati      | 7ª   |
| Alina Pätz Silvana Tirinzoni E. Neuenschwander Melanie Barbezat Carole Howald | Femminile    | Gran Bretagna V 6–5  | Cina V 7–5           | ROC V 8–7            | Danimarca V 8–5      | Canada V 8–4         | Svezia P 5–6         | Stati Uniti V 9–6    | Corea del Sud V 8–4  | Giappone V 8–4       | 1ª Q   | Giappone P 6–8       | Svezia P 7–9         | 4ª   |
| Jenny Perret Martin Rios                                                      | Doppio misto | Cina P 6–7           | Italia P 7–8         | Gran Bretagna V 8–7  | Canada P 5–7         | Svezia P 1–6         | Rep. Ceca V 11–3     | Australia P 6–9      | Stati Uniti V 6–5    | Norvegia P 5–6       | 7ª     | Non qualificati      | Non qualificati      | 7ª   |

## Freestyle
Salti
| Atleta                               | Evento          | Qualificazione | Qualificazione | Qualificazione | Qualificazione | Finale          | Finale          | Finale          | Finale          |
| Atleta                               | Evento          | Salto 1        | Salto 1        | Salto 2        | Salto 2        | Salto 1         | Salto 1         | Salto 2         | Salto 2         |
| Atleta                               | Evento          | Punti          | Posizione      | Punti          | Posizione      | Punti           | Posizione       | Punti           | Posizione       |
| ------------------------------------ | --------------- | -------------- | -------------- | -------------- | -------------- | --------------- | --------------- | --------------- | --------------- |
| Nicolas Gygax                        | Salti maschile  | 101,77         | 20º            | 103,62         | 18º            | Non qualificato | Non qualificato | Non qualificato | Non qualificato |
| Noé Roth                             | Salti maschile  | 123,08         | 3º Q           | Bye            | Bye            | 122,13          | 8º              | Non qualificato | Non qualificato |
| Pirmin Werner                        | Salti maschile  | 112,22         | 14º            | 123,45         | 2º Q           | 126,24          | 2º Q            | 111,50          | 4º              |
| Alexandra Bär                        | Salti femminile | 67,72          | 21ª            | 56,26          | 17ª            | Non qualificata | Non qualificata | Non qualificata | Non qualificata |
| Alexandra Bär Pirmin Werner Noé Roth | Squadre miste   | N.D.           | N.D.           | N.D.           | N.D.           | 300,62          | 4ª Q            | 276,01          | 4ª              |

Freeski
| Atleta            | Evento               | Qualificazione | Qualificazione | Qualificazione | Qualificazione | Qualificazione | Finale          | Finale          | Finale          | Finale          | Finale          |
| Atleta            | Evento               | Run 1          | Run 2          | Run 3          | Migliore       | Posizione      | Run 1           | Run 2           | Run 3           | Migliore        | Posizione       |
| ----------------- | -------------------- | -------------- | -------------- | -------------- | -------------- | -------------- | --------------- | --------------- | --------------- | --------------- | --------------- |
| Fabian Bösch      | Big air maschile     | 81,00          | 80,75          | 22,50          | 161,75         | 17º            | Non qualificato | Non qualificato | Non qualificato | Non qualificato | Non qualificato |
| Kim Gubser        | Big air maschile     | 15,25          | 79,75          | 41,50          | 121,25         | 22º            | Non qualificato | Non qualificato | Non qualificato | Non qualificato | Non qualificato |
| Andri Ragettli    | Big air maschile     | 89,75          | 78,00          | 20,75          | 167,75         | 14º            | Non qualificato | Non qualificato | Non qualificato | Non qualificato | Non qualificato |
| Colin Wili        | Big air maschile     | 77,50          | 18,75          | 20,75          | 98,25          | 25º            | Non qualificato | Non qualificato | Non qualificato | Non qualificato | Non qualificato |
| Mathilde Gremaud  | Big air femminile    | 60,00          | 54,75          | 9,00           | 114,75         | 6ª Q           | 89,25           | 93,25           | 26,00           | 182,50          |                 |
| Sarah Höfflin     | Big air femminile    | 85,50          | 42,75          | 64,00          | 149,50         | 9ª Q           | 82,50           | 53,00           | 76,25           | 158,75          | 6ª              |
| Robin Briguet     | Halfpipe maschile    | 72,25          | 3,00           | N.D.           | 72,25          | 11º Q          | 21,75           | 6,75            | 3,00            | 21,75           | 12º             |
| Rafael Kreienbühl | Halfpipe maschile    | 60,50          | 4,00           | N.D.           | 60,50          | 15º            | Non qualificato | Non qualificato | Non qualificato | Non qualificato | Non qualificato |
| Fabian Bösch      | Slopestyle maschile  | 53,83          | 74,53          | N.D.           | 74,53          | 10º Q          | 78,05           | 51,46           | 13,98           | 78,05           | 6º              |
| Kim Gubser        | Slopestyle maschile  | 76,71          | DNS            | N.D.           | 76,71          | 8º Q           | DNS             | DNS             | DNS             | DNS             | DNS             |
| Andri Ragettli    | Slopestyle maschile  | 76,98          | 85,08          | N.D.           | 85,08          | 1º Q           | 78,20           | 83,50           | 33,95           | 83,50           | 4º              |
| Colin Wili        | Slopestyle maschile  | 54,45          | 38,03          | N.D.           | 54,45          | 19º            | Non qualificato | Non qualificato | Non qualificato | Non qualificato | Non qualificato |
| Mathilde Gremaud  | Slopestyle femminile | 39,41          | 63,46          | N.D.           | 63,46          | 12ª Q          | 1,10            | 86,56           | 46,96           | 86,56           |                 |
| Sarah Höfflin     | Slopestyle femminile | 35,38          | 48,96          | N.D.           | 48,96          | 20ª            | Non qualificata | Non qualificata | Non qualificata | Non qualificata | Non qualificata |

Gobbe
| Atleta     | Evento         | Qualificazione | Qualificazione | Qualificazione | Qualificazione | Qualificazione | Qualificazione | Finale | Finale | Finale    | Finale          | Finale          | Finale          | Finale          | Finale          | Finale          |
| Atleta     | Evento         | Run 1          | Run 1          | Run 1          | Run 2          | Run 2          | Run 2          | Run 1  | Run 1  | Run 1     | Run 2           | Run 2           | Run 2           | Run 3           | Run 3           | Run 3           |
| Atleta     | Evento         | Tempo          | Totale         | Posizione      | Tempo          | Totale         | Posizione      | Tempo  | Totale | Posizione | Tempo           | Totale          | Posizione       | Tempo           | Totale          | Posizione       |
| ---------- | -------------- | -------------- | -------------- | -------------- | -------------- | -------------- | -------------- | ------ | ------ | --------- | --------------- | --------------- | --------------- | --------------- | --------------- | --------------- |
| Marco Tadé | Gobbe maschile | 25"03          | 74,48          | 15º            | 25"23          | 70,45          | 10º Q          | 24"48  | 74,71  | 18º       | Non qualificato | Non qualificato | Non qualificato | Non qualificato | Non qualificato | Non qualificato |

Ski cross
| Atleta            | Evento              | Posizionamento | Posizionamento | Ottavi    | Quarti          | Semifinale      | Finale          | Finale |
| Atleta            | Evento              | Tempo          | Posizione      | Posizione | Posizione       | Posizione       | Posizione       | Totale |
| ----------------- | ------------------- | -------------- | -------------- | --------- | --------------- | --------------- | --------------- | ------ |
| Joos Berry        | Ski cross maschile  | 1'13"43        | 21º            | 2º Q      | 4º              | Non qualificato | Non qualificato | 16º    |
| Romain Detraz     | Ski cross maschile  | 1'13"69        | 27º            | 3º        | Non qualificato | Non qualificato | Non qualificato | 24º    |
| Alex Fiva         | Ski cross maschile  | 1'11"94        | 1º             | 1º Q      | 1º Q            | 1º Q            | 2º              |        |
| Ryan Regez        | Ski cross maschile  | 1'12"44        | 7º             | 1º Q      | 1º Q            | 2º Q            | 1º              |        |
| Talina Gantenbein | Ski cross femminile | 1'18"31        | 9ª             | 2ª Q      | 3ª              | Non qualificata | Non qualificata | 9ª     |
| Saskja Lack       | Ski cross femminile | 1'19"21        | 13ª            | 3ª        | Non qualificata | Non qualificata | Non qualificata | 18ª    |
| Fanny Smith       | Ski cross femminile | 1'17"06        | 2ª             | 1ª Q      | 1ª Q            | 2ª Q            | 3ª              |        |

## Hockey su ghiaccio
| Squadra             | Torneo    | Girone               | Girone               | Girone               | Girone               | Girone | Playoff              | Quarti               | Semifinali           | Finale / FB          | Pos. |
| Squadra             | Torneo    | Avversario Punteggio | Avversario Punteggio | Avversario Punteggio | Avversario Punteggio | Pos.   | Avversario Punteggio | Avversario Punteggio | Avversario Punteggio | Avversario Punteggio | Pos. |
| ------------------- | --------- | -------------------- | -------------------- | -------------------- | -------------------- | ------ | -------------------- | -------------------- | -------------------- | -------------------- | ---- |
| Nazionale maschile  | Maschile  | ROC P 0–1            | Rep. Ceca P 1–2      | Danimarca P 3–5      | N.D.                 | 3ª q   | Rep. Ceca V 4–2      | Finlandia P 1–5      | Non qualificata      | Non qualificata      | 8ª   |
| Nazionale femminile | Femminile | Canada P 1–12        | ROC P 2–5            | Stati Uniti P 0–8    | Finlandia V 3–2      | 5ª Q   | N.D.                 | ROC V 4–2            | Canada P 3–10        | Finlandia P 0–4      | 4ª   |

## Pattinaggio di figura
| Atleta          | Evento            | Programma corto | Programma corto | Programma libero | Programma libero | Totale | Totale    |
| Atleta          | Evento            | Punti           | Posizione       | Punti            | Posizione        | Punti  | Posizione |
| --------------- | ----------------- | --------------- | --------------- | ---------------- | ---------------- | ------ | --------- |
| Lukas Britschgi | Singolo maschile  | 76,16           | 24º Q           | 136,42           | 23º              | 212,58 | 23º       |
| Alexia Paganini | Singolo femminile | 61,06           | 19ª Q           | 107,85           | 22ª              | 168,91 | 22ª       |

## Pattinaggio di velocità
| Atleta       | Evento          | Tempo   | Posizione |
| ------------ | --------------- | ------- | --------- |
| Livio Wenger | 5000 m maschile | 6'27"01 | 18º       |

Mass start
| Atleta       | Evento               | Semifinale | Semifinale | Semifinale | Finale          | Finale          | Finale          |
| Atleta       | Evento               | Punti      | Tempo      | Posizione  | Punti           | Tempo           | Posizione       |
| ------------ | -------------------- | ---------- | ---------- | ---------- | --------------- | --------------- | --------------- |
| Livio Wenger | Mass start maschile  | 20         | 7'44"08    | 3º Q       | 4               | 7'47"86         | 7º              |
| Nadja Wenger | Mass start femminile | 0          | 8'31"50    | 10ª        | Non qualificata | Non qualificata | Non qualificata |

## Salto con gli sci
| Atleta                                                      | Evento                      | Qualificazione | Qualificazione | Qualificazione | Finale      | Finale      | Finale      | Finale          | Finale          | Finale          | Finale          | Finale          |
| Atleta                                                      | Evento                      | Qualificazione | Qualificazione | Qualificazione | Primo salto | Primo salto | Primo salto | Secondo salto   | Secondo salto   | Secondo salto   | Totale          | Totale          |
| Atleta                                                      | Evento                      | Lunghezza      | Punti          | Posizione      | Lunghezza   | Punti       | Posizione   | Lunghezza       | Punti           | Posizione       | Punti           | Posizione       |
| ----------------------------------------------------------- | --------------------------- | -------------- | -------------- | -------------- | ----------- | ----------- | ----------- | --------------- | --------------- | --------------- | --------------- | --------------- |
| Simon Ammann                                                | Trampolino normale maschile | 96,0 m         | 100,4          | 12º Q          | 101,0 m     | 123,7       | 25º Q       | 97,0 m          | 115,8           | 24º             | 239,5           | 25º             |
| Gregor Deschwanden                                          | Trampolino normale maschile | 96,5 m         | 106,4          | 7º Q           | 99,5        | 127,6       | 20º Q       | 99,0 m          | 123,2           | 16º             | 250,8           | 17º             |
| Killian Peier                                               | Trampolino normale maschile | 93,0 m         | 92,8           | 20º Q          | 90,5 m      | 114,6       | 37º         | Non qualificato | Non qualificato | Non qualificato | Non qualificato | Non qualificato |
| Dominik Peter                                               | Trampolino normale maschile | 91,5 m         | 88,9           | 25º Q          | 95,5 m      | 116,0       | 35º         | Non qualificato | Non qualificato | Non qualificato | Non qualificato | Non qualificato |
| Simon Ammann                                                | Trampolino lungo maschile   | 121,5 m        | 109,9          | 24º Q          | 131,5 m     | 122,4       | 27º Q       | 132,5 m         | 129,0           | 20º             | 251,4           | 25º             |
| Gregor Deschwanden                                          | Trampolino lungo maschile   | 119,0 m        | 104,8          | 29º Q          | 132,0 m     | 127,8       | 20º Q       | 131,5 m         | 126,4           | 24º             | 254,2           | 22º             |
| Killian Peier                                               | Trampolino lungo maschile   | 113,5 m        | 94,8           | 39º Q          | 130,0 m     | 123,5       | 26º Q       | 129,0 m         | 122,0           | 27º             | 245,5           | 27º             |
| Dominik Peter                                               | Trampolino lungo maschile   | 115,0 m        | 98,4           | 34º Q          | 126,0 m     | 114,3       | 36º         | Non qualificato | Non qualificato | Non qualificato | Non qualificato | Non qualificato |
| Simon Ammann Gregor Deschwanden Killian Peier Dominik Peter | Gara a squadre maschile     | N.D.           | N.D.           | N.D.           | 468,5 m     | 367,0       | 8ª Q        | 488,0 m         | 424,5           | 7ª              | 791,5           | 8ª              |

## Sci alpino
Uomini
| Atleta           | Evento          | 1ª manche | 1ª manche | 2ª manche       | 2ª manche       | Totale          | Totale          |
| Atleta           | Evento          | Tempo     | Posizione | Tempo           | Posizione       | Tempo           | Posizione       |
| ---------------- | --------------- | --------- | --------- | --------------- | --------------- | --------------- | --------------- |
| Beat Feuz        | Discesa libera  | N.D.      | N.D.      | N.D.            | N.D.            | 1'42"69         |                 |
| Niels Hintermann | Discesa libera  | N.D.      | N.D.      | N.D.            | N.D.            | 1'44"08         | 16º             |
| Marco Odermatt   | Discesa libera  | N.D.      | N.D.      | N.D.            | N.D.            | 1'43'40         | 7º              |
| Stefan Rogentin  | Discesa libera  | N.D.      | N.D.      | N.D.            | N.D.            | 1'44'95         | 25º             |
| Gino Caviezel    | Supergigante    | N.D.      | N.D.      | N.D.            | N.D.            | 1'21"76         | 16º             |
| Beat Feuz        | Supergigante    | N.D.      | N.D.      | N.D.            | N.D.            | DNF             | DNF             |
| Marco Odermatt   | Supergigante    | N.D.      | N.D.      | N.D.            | N.D.            | DNF             | DNF             |
| Stefan Rogentin  | Supergigante    | N.D.      | N.D.      | N.D.            | N.D.            | 1'21"57         | 14º             |
| Gino Caviezel    | Slalom gigante  | 1'03"90   | 10º       | 1'07"30         | 6º              | 2'11"20         | 7º              |
| Loïc Meillard    | Slalom gigante  | DNF       | DNF       | Non qualificato | Non qualificato | Non qualificato | Non qualificato |
| Justin Murisier  | Slalom gigante  | DNF       | DNF       | Non qualificato | Non qualificato | Non qualificato | Non qualificato |
| Marco Odermatt   | Slalom gigante  | 1'02"93   | 1º        | 1'06"42         | 2º              | 2'09"35         |                 |
| Luca Aerni       | Slalom speciale | 55"63     | 19º       | 50"20           | 3º              | 1'45"83         | 14º             |
| Daniel Yule      | Slalom speciale | 55"06     | 13º       | 49"89           | 2º              | 1'44"95         | 6º              |
| Loïc Meillard    | Slalom speciale | 54"22     | 4º        | 50"67           | 10º             | 1'44"89         | 5º              |
| Ramon Zenhäusern | Slalom speciale | 54"72     | 11º       | 50"75           | 11º             | 1'45"47         | 12º             |
| Luca Aerni       | Combinata       | 1'47"03   | 20º       | DNF             | DNF             | DNF             | DNF             |
| Yannick Chabloz  | Combinata       | DNF       | DNF       | Non qualificato | Non qualificato | Non qualificato | Non qualificato |
| Loïc Meillard    | Combinata       | 1'45"91   | 17º       | DNF             | DNF             | DNF             | DNF             |
| Justin Murisier  | Combinata       | 1'44"14   | 6º        | 48"15           | 3º              | 2'32"29         | 4º              |

Donne
| Atleta         | Evento          | 1ª manche | 1ª manche | 2ª manche | 2ª manche | Totale  | Totale    |
| Atleta         | Evento          | Tempo     | Posizione | Tempo     | Posizione | Tempo   | Posizione |
| -------------- | --------------- | --------- | --------- | --------- | --------- | ------- | --------- |
| Jasmine Flury  | Discesa libera  | N.D.      | N.D.      | N.D.      | N.D.      | 1'34"00 | 15ª       |
| Lara Gut       | Discesa libera  | N.D.      | N.D.      | N.D.      | N.D.      | 1'34"03 | 16ª       |
| Joana Hählen   | Discesa libera  | N.D.      | N.D.      | N.D.      | N.D.      | 1'33"16 | 6ª        |
| Corinne Suter  | Discesa libera  | N.D.      | N.D.      | N.D.      | N.D.      | 1'31"87 |           |
| Jasmine Flury  | Supergigante    | N.D.      | N.D.      | N.D.      | N.D.      | 1'14"43 | 12ª       |
| Michelle Gisin | Supergigante    | N.D.      | N.D.      | N.D.      | N.D.      | 1'13"81 |           |
| Lara Gut       | Supergigante    | N.D.      | N.D.      | N.D.      | N.D.      | 1'13"51 |           |
| Corinne Suter  | Supergigante    | N.D.      | N.D.      | N.D.      | N.D.      | 1'14"49 | 13ª       |
| Michelle Gisin | Slalom gigante  | 59"19     | 9ª        | 58"36     | 9ª        | 1'57"55 | 10ª       |
| Lara Gut       | Slalom gigante  | 59"07     | 8ª        | 57"34     | 1ª        | 1'56"41 |           |
| Wendy Holdener | Slalom gigante  | 59"21     | 10ª       | 58"11     | 7ª        | 1'57"32 | 9ª        |
| Camille Rast   | Slalom gigante  | 59"29     | 12ª       | 59"14     | 20ª       | 1'58"43 | 16ª       |
| Aline Danioth  | Slalom speciale | 53"66     | 13ª       | 52"98     | 8ª        | 1'46"64 | 10ª       |
| Michelle Gisin | Slalom speciale | 52"20     | 2ª        | 53"38     | 18ª       | 1'45"58 | 6ª        |
| Wendy Holdener | Slalom speciale | 52"65     | 5ª        | 52"45     | 4ª        | 1'45"10 |           |
| Camille Rast   | Slalom speciale | 53"35     | 9ª        | 52"40     | 3ª        | 1'45"75 | 7ª        |
| Michelle Gisin | Combinata       | 1'33"42   | 12ª       | 52"25     | 1ª        | 2'25"67 |           |
| Wendy Holdener | Combinata       | 1'33"41   | 11ª       | 53"31     | 3ª        | 2'26"72 |           |
| Priska Nufer   | Combinata       | 1'33"15   | 10ª       | DNF       | DNF       | DNF     | DNF       |

Misto
| Atleta                                                          | Evento         | Ottavi               | Quarti                       | Semifinale           | Finale               | Finale    |
| Atleta                                                          | Evento         | Avversario Risultato | Avversario Risultato         | Avversario Risultato | Avversario Risultato | Posizione |
| --------------------------------------------------------------- | -------------- | -------------------- | ---------------------------- | -------------------- | -------------------- | --------- |
| Andrea Ellenberger Wendy Holdener Gino Caviezel Justin Murisier | Gara a squadre | Cina V 4–0           | Germania P 2–2 (49"04–48"50) | Non qualificata      | Non qualificata      | 6ª        |

## Sci di fondo
Distanza
| Atleta                                                          | Evento                     | Tecnica classica | Tecnica classica | Tecnica libera | Tecnica libera | Totale    | Totale   | Totale    |
| Atleta                                                          | Evento                     | Tempo            | Posizione        | Tempo          | Posizione      | Tempo     | Distacco | Posizione |
| --------------------------------------------------------------- | -------------------------- | ---------------- | ---------------- | -------------- | -------------- | --------- | -------- | --------- |
| Jonas Baumann                                                   | 15 km maschile             | N.D.             | N.D.             | N.D.           | N.D.           | 40'09"7   | +2'14"9  | 16º       |
| Dario Cologna                                                   | 15 km maschile             | N.D.             | N.D.             | N.D.           | N.D.           | 41'39"9   | +3'45"1  | 44º       |
| Jason Rüesch                                                    | 15 km maschile             | N.D.             | N.D.             | N.D.           | N.D.           | 42'29"8   | +4'35"0  | 53º       |
| Jonas Baumann                                                   | Skiathlon maschile         | 41'05"0          | 14º              | 38'56"6        | 17º            | 1h20'32"5 | +4'22"7  | 15º       |
| Candide Pralong                                                 | Skiathlon maschile         | 41'38"6          | 28º              | 39'03"5        | 20º            | 1h21'13"6 | +5'03"8  | 22º       |
| Jason Rüesch                                                    | Skiathlon maschile         | 41'40"6          | 31º              | 40'27"5        | 27º            | 1h22'41"3 | +6'31"5  | 27º       |
| Dario Cologna                                                   | 50 km maschile             | N.D.             | N.D.             | N.D.           | N.D.           | 1h13'31"1 | +1'58"4  | 14º       |
| Roman Furger                                                    | 50 km maschile             | N.D.             | N.D.             | N.D.           | N.D.           | 1h13'24"8 | +1'52"1  | 11º       |
| Candide Pralong                                                 | 50 km maschile             | N.D.             | N.D.             | N.D.           | N.D.           | 1h14'50"5 | +3'17"8  | 22º       |
| Jason Rüesch                                                    | 50 km maschile             | N.D.             | N.D.             | N.D.           | N.D.           | 1h14'48"4 | +3'15"7  | 17º       |
| Dario Cologna Jonas Baumann Candide Pralong Roman Furger        | Staffetta 4x10 km maschile | 1h02'04"0        | 8ª               | 58'09"3        | 6ª             | 2h00'13"3 | +5'22"6  | 7ª        |
| Nadine Fähndrich                                                | 10 km femminile            | N.D.             | N.D.             | N.D.           | N.D.           | 30'23"8   | +2'17"5  | 22ª       |
| Nadja Kälin                                                     | 10 km femminile            | N.D.             | N.D.             | N.D.           | N.D.           | 31'29"7   | +3'23"4  | 43ª       |
| Anja Weber                                                      | 10 km femminile            | N.D.             | N.D.             | N.D.           | N.D.           | 32'13"4   | +4'07"1  | 55ª       |
| Lydia Hiernickel                                                | Skiathlon femminile        | 25'06"6          | 41ª              | 23'15"5        | 24ª            | 48'59"0   | +4'45"3  | 32ª       |
| Nadja Kälin                                                     | Skiathlon femminile        | 24'17"0          | 21ª              | 23'08"4        | 21ª            | 47'59"8   | +3'46"1  | 21ª       |
| Lydia Hiernickel                                                | 30 km femminile            | N.D.             | N.D.             | N.D.           | N.D.           | 1h32'12"3 | +7'18"3  | 27ª       |
| Laurien van der Graaff Nadine Fähndrich Nadja Kälin Alina Meier | Staffetta 4x5 km femminile | 28'58"1          | 6ª               | 27'43"4        | 12ª            | 56'41"5   | +3'00"5  | 7ª        |

Sprint
| Atleta                                  | Evento                     | Qualificazione | Qualificazione | Quarti          | Quarti          | Semifinale      | Semifinale      | Finale          | Finale          |
| Atleta                                  | Evento                     | Tempo          | Posizione      | Tempo           | Posizione       | Tempo           | Posizione       | Tempo           | Posizione       |
| --------------------------------------- | -------------------------- | -------------- | -------------- | --------------- | --------------- | --------------- | --------------- | --------------- | --------------- |
| Valerio Grond                           | Sprint maschile            | 2'53"17        | 24º Q          | 2'54"12         | 4º              | Non qualificato | Non qualificato | Non qualificato | Non qualificato |
| Jovian Hediger                          | Sprint maschile            | 2'52"47        | 20º Q          | 2'58"87         | 5º              | Non qualificato | Non qualificato | Non qualificato | Non qualificato |
| Roman Schaad                            | Sprint maschile            | 2'54"57        | 31º            | Non qualificato | Non qualificato | Non qualificato | Non qualificato | Non qualificato | Non qualificato |
| Jonas Baumann Jovian Hediger            | Sprint a squadre maschile  | N.D.           | N.D.           | N.D.            | N.D.            | 20'07"67        | 3ª Q            | 20'04"35        | 8ª              |
| Nadine Fähndrich                        | Sprint femminile           | 3'15"65        | 3ª Q           | 3'16"51         | 1ª Q            | 3'12"61         | 2ª Q            | 3'16"89         | 5ª              |
| Alina Meier                             | Sprint femminile           | 3'20"88        | 17ª Q          | 3'21"12         | 3ª              | Non qualificata | Non qualificata | Non qualificata | Non qualificata |
| Laurien van der Graaff                  | Sprint femminile           | 3'23"03        | 27ª Q          | 3'24"32         | 5ª              | Non qualificata | Non qualificata | Non qualificata | Non qualificata |
| Anja Weber                              | Sprint femminile           | 3'31"60        | 49ª            | Non qualificata | Non qualificata | Non qualificata | Non qualificata | Non qualificata | Non qualificata |
| Laurien van der Graaff Nadine Fähndrich | Sprint a squadre femminile | N.D.           | N.D.           | N.D.            | N.D.            | 23'30"86        | 4ª Q            | 23'02"09        | 7ª              |

## Skeleton
| Atleta       | Evento           | 1ª manche | 1ª manche | 2ª manche | 2ª manche | 3ª manche | 3ª manche | 4ª manche       | 4ª manche       | Totale  | Totale    |
| Atleta       | Evento           | Tempo     | Posizione | Tempo     | Posizione | Tempo     | Posizione | Tempo           | Posizione       | Tempo   | Posizione |
| ------------ | ---------------- | --------- | --------- | --------- | --------- | --------- | --------- | --------------- | --------------- | ------- | --------- |
| Basil Sieber | Singolo maschile | 1'01"95   | 21º       | 1'02"16   | 22º       | 1'02"72   | 25º       | Non qualificato | Non qualificato | 3'06"83 | 22º       |

## Slittino
| Atleta       | Evento            | 1ª manche | 1ª manche | 2ª manche | 2ª manche | 3ª manche | 3ª manche | 4ª manche | 4ª manche | Totale   | Totale    |
| Atleta       | Evento            | Tempo     | Posizione | Tempo     | Posizione | Tempo     | Posizione | Tempo     | Posizione | Tempo    | Posizione |
| ------------ | ----------------- | --------- | --------- | --------- | --------- | --------- | --------- | --------- | --------- | -------- | --------- |
| Natalie Maag | Singolo femminile | 59"018    | 11ª       | 59"117    | 13ª       | 58"913    | 14ª       | 58"892    | 10ª       | 3'55"940 | 9ª        |

## Snowboard
Freestyle
| Atleta           | Evento               | Qualificazione | Qualificazione | Qualificazione | Qualificazione | Qualificazione | Finale          | Finale          | Finale          | Finale          | Finale          |
| Atleta           | Evento               | Run 1          | Run 2          | Run 3          | Migliore       | Posizione      | Run 1           | Run 2           | Run 3           | Migliore        | Posizione       |
| ---------------- | -------------------- | -------------- | -------------- | -------------- | -------------- | -------------- | --------------- | --------------- | --------------- | --------------- | --------------- |
| Jonas Bösiger    | Big air maschile     | 60,00          | 9,50           | 15,75          | 75,75          | 27º            | Non qualificato | Non qualificato | Non qualificato | Non qualificato | Non qualificato |
| Nicolas Huber    | Big air maschile     | 64,25          | 75,00          | 24,75          | 139,25         | 14º            | Non qualificato | Non qualificato | Non qualificato | Non qualificato | Non qualificato |
| Ariane Burri     | Big air femminile    | 57,75          | 18,75          | 27,25          | 85,00          | 23ª            | Non qualificata | Non qualificata | Non qualificata | Non qualificata | Non qualificata |
| Bianca Gisler    | Big air femminile    | 50,00          | 63,50          | 63,75          | 127,25         | 13ª            | Non qualificata | Non qualificata | Non qualificata | Non qualificata | Non qualificata |
| Patrick Burgener | Halfpipe maschile    | 70,75          | 73,00          | N.D.           | 73,00          | 11º Q          | 54,50           | 5,75            | 69,50           | 69,50           | 11º             |
| David Hablützel  | Halfpipe maschile    | 15,50          | 14,00          | N.D.           | 15,50          | 24º            | Non qualificato | Non qualificato | Non qualificato | Non qualificato | Non qualificato |
| Jan Scherrer     | Halfpipe maschile    | 73,50          | 79,25          | N.D.           | 79,25          | 8º Q           | 70,50           | 87,25           | 7,50            | 87,25           |                 |
| Berenice Wicki   | Halfpipe femminile   | 71,50          | 65,55          | N.D.           | 71,50          | 8ª Q           | 76,25           | 74,74           | 11,25           | 76,25           | 7ª              |
| Jonas Bösiger    | Slopestyle maschile  | 40,11          | 17,58          | N.D.           | 40,11          | 25º            | Non qualificato | Non qualificato | Non qualificato | Non qualificato | Non qualificato |
| Nicolas Huber    | Slopestyle maschile  | 50,46          | 54,58          | N.D.           | 54,58          | 20º            | Non qualificato | Non qualificato | Non qualificato | Non qualificato | Non qualificato |
| Ariane Burri     | Slopestyle femminile | 33,15          | 65,55          | N.D.           | 65,55          | 12ª Q          | 21,40           | 24,01           | 18,86           | 24,01           | 12ª             |
| Bianca Gisler    | Slopestyle femminile | 40,35          | 38,43          | N.D.           | 40,35          | 20ª            | Non qualificata | Non qualificata | Non qualificata | Non qualificata | Non qualificata |

Parallelo
| Atleta          | Evento                             | Qualificazione | Qualificazione | Ottavi               | Quarti               | Semifinale           | Finale               | Finale          |
| Atleta          | Evento                             | Tempo          | Posizione      | Avversario Risultato | Avversario Risultato | Avversario Risultato | Avversario Risultato | Posizione       |
| --------------- | ---------------------------------- | -------------- | -------------- | -------------------- | -------------------- | -------------------- | -------------------- | --------------- |
| Gian Casanova   | Slalom gigante parallelo maschile  | 1'25"13        | 28º            | Non qualificato      | Non qualificato      | Non qualificato      | Non qualificato      | Non qualificato |
| Dario Caviezel  | Slalom gigante parallelo maschile  | 1'22"35        | 14º Q          | Prommegger P +0"16   | Non qualificato      | Non qualificato      | Non qualificato      | Non qualificato |
| Nevin Galmarini | Slalom gigante parallelo maschile  | 1'23"44        | 21º            | Non qualificato      | Non qualificato      | Non qualificato      | Non qualificato      | Non qualificato |
| Ladina Jenny    | Slalom gigante parallelo femminile | 1'28"98        | 17ª            | Non qualificata      | Non qualificata      | Non qualificata      | Non qualificata      | Non qualificata |
| Jessica Keiser  | Slalom gigante parallelo femminile | 1'47"15        | 28ª            | Non qualificata      | Non qualificata      | Non qualificata      | Non qualificata      | Non qualificata |
| Patrizia Kummer | Slalom gigante parallelo femminile | 1'28"48        | 12ª Q          | Dujmovits P +0"20    | Non qualificata      | Non qualificata      | Non qualificata      | Non qualificata |
| Julie Zogg      | Slalom gigante parallelo femminile | 1'28"40        | 11ª Q          | Langenhorst P +0"08  | Non qualificata      | Non qualificata      | Non qualificata      | Non qualificata |

Cross
| Atleta                      | Evento                    | Posizionamento | Posizionamento | Ottavi    | Quarti          | Semifinale      | Finale / Finale B | Finale / Finale B |
| Atleta                      | Evento                    | Tempo          | Posizione      | Posizione | Posizione       | Posizione       | Posizione         | Totale            |
| --------------------------- | ------------------------- | -------------- | -------------- | --------- | --------------- | --------------- | ----------------- | ----------------- |
| Kalle Koblet                | Snowboard cross maschile  | 1'18"94        | 22º            | 3º        | Non qualificato | Non qualificato | Non qualificato   | 23º               |
| Lara Casanova               | Snowboard cross femminile | 1'24"12        | 17ª            | 3ª        | Non qualificata | Non qualificata | Non qualificata   | 20ª               |
| Sophie Hediger              | Snowboard cross femminile | 1'25"14        | 15ª            | 3ª        | Non qualificata | Non qualificata | Non qualificata   | 19ª               |
| Sina Siegenthaler           | Snowboard cross femminile | 1'26"62        | 28ª            | 2ª Q      | 4ª              | Non qualificata | Non qualificata   | 16ª               |
| Kalle Koblet Sophie Hediger | Snowboard cross a squadre | N.D.           | N.D.           | N.D.      | 2ª Q            | 4ª QB           | 3ª                | 7ª                |